# Parcours lumineux
 (signalé en juillet 2025).
Si vous disposez d'ouvrages ou d'articles de référence ou si vous connaissez des sites web de qualité traitant du thème abordé ici, merci de compléter l'article en donnant les références utiles à sa vérifiabilité et en les liant à la section « Notes et références ».
- Archive Wikiwix
- Bing
- Cairn
- DuckDuckGo
- E. Universalis
- Gallica
- Google
- G. Books
- G. News
- G. Scholar
- Persée
- Qwant
- (zh) Baidu
- (ru) Yandex
- (wd) trouver des œuvres sur Wikidata

Un parcours lumineux est une expérience artistique ou immersive qui se caractérise par l'utilisation de la lumière pour créer des ambiances, raconter des histoires ou guider les spectateurs à travers un espace donné. Ces parcours peuvent être statiques ou interactifs, et ils ont gagné en popularité ces dernières années grâce à l'avancée des technologies d'éclairage et de projection (mapping vidéo).
Depuis 2014, les parcours lumineux se démocratisent en France, avec notamment les parcours Lumina créés par Moment Factory (20 dans le monde), Thoiry Lumières Sauvages, Lumières ! à la Villette à Paris, et des parcours plus thématiques comme par exemple Harry Potter : A Forbidden Forest Experience, Lueurs d'Hiver.

## Caractéristiques
Un parcours lumineux se distingue par les éléments suivants :
- Éclairage créatif : la lumière est l'élément principal de la composition artistique, utilisée pour créer des effets visuels, des jeux d'ombres et de lumières, et des ambiances. Il peut être réalisé par des projecteurs de gobos, par du mapping vidéo ou par des éclairages LED (bandeaux, barres, guirlandes, objets lumineux...).
- Narration visuelle : les parcours lumineux sont souvent conçus pour raconter des histoires, communiquer des messages ou évoquer des émotions par le biais de la lumière, de la projection vidéo et de l'art immersif, de l'immersion sonore (musique, effets sonores, voix off).
- Interactivité : certains parcours lumineux permettent aux visiteurs d'interagir avec les éléments lumineux, créant ainsi une expérience participative.
- Exploration spatiale : les visiteurs sont guidés à travers un espace, la plupart du temps en extérieur, où la lumière joue un rôle essentiel pour créer des directions ou des repères.

## Applications
Les parcours lumineux trouvent des applications variées, notamment dans les domaines suivants :
- Art public : les artistes utilisent souvent des parcours lumineux pour créer des installations artistiques temporaires ou permanentes dans l'espace public.
- Événements spéciaux : les festivals de lumière, les célébrations de Noël, les expositions et les spectacles font souvent appel à des parcours lumineux pour attirer un public plus éclectique.
- Musées et attractions touristiques : les musées et les lieux touristiques intègrent des parcours lumineux pour rendre leurs expositions plus attractives et instructives.